# شوفار

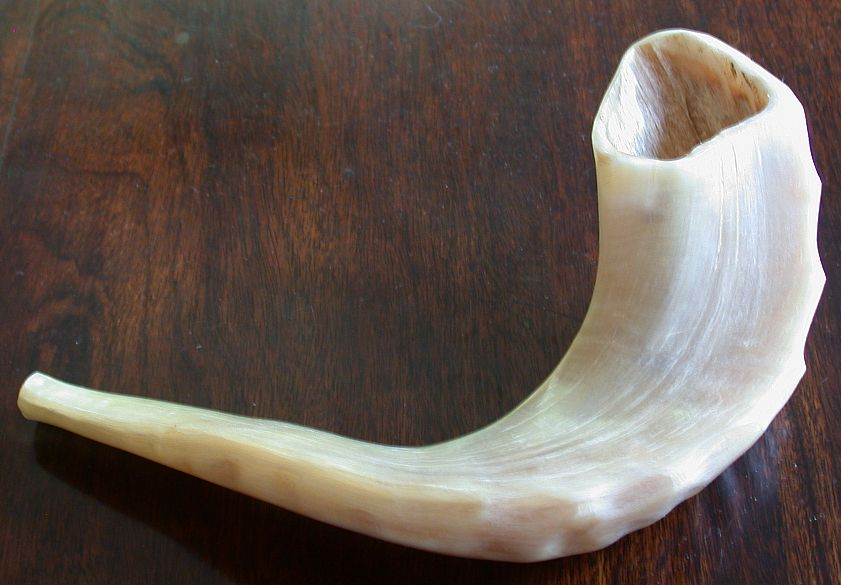
یک شوفار کوچک اشکنازی از شاخ قوچ

شوفار (به عبری: שופר) نوعی ساز بادی است که در آیین‌های یهودی از دوران کهن تا به امروز استفاده می‌شود. این ساز را یهودیان در هنگام نبرد سرزمین کنعان در پشت دیوارهای شهر اریحا استفاده کردند. آن روز یوشع این ساز را نواخت. در سنت یهودی شوفار را در جشنهای روش هشانا و یوم کیپور می‌نوازند تا نشان دهند که روزه به پایان رسید و وقت افطار است. شوفار تنها سازی است که یهودیان از دوران باستان تاکنون حفظ کرده‌اند. این ساز با استفاده از شاخ یک حیوان حلال گوشت معمولاً قوچ ساخته می‌شود.

## جستارهای وابسته

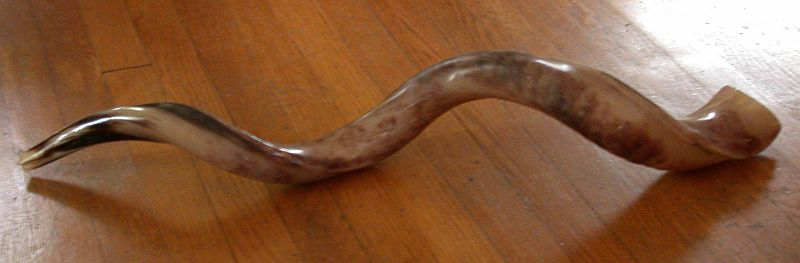
یک شوفار بزرگ به سبک یهودیان یمن از شاخ کودو

## نگارخانه

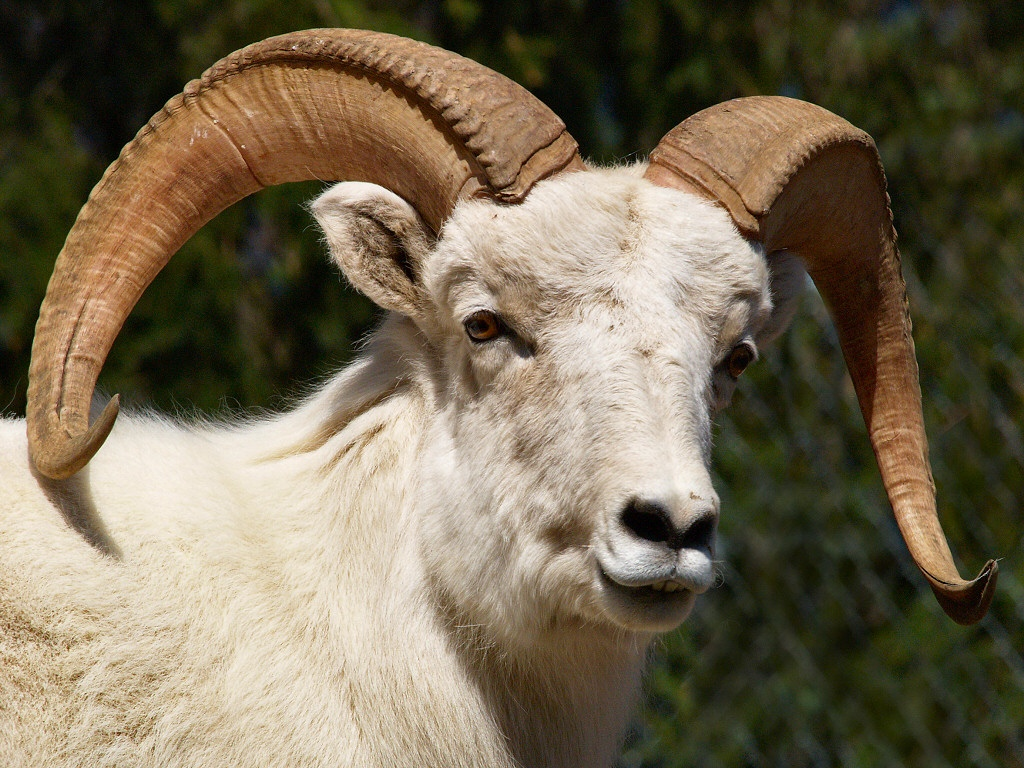
یک گوسفند دال با شاخ.
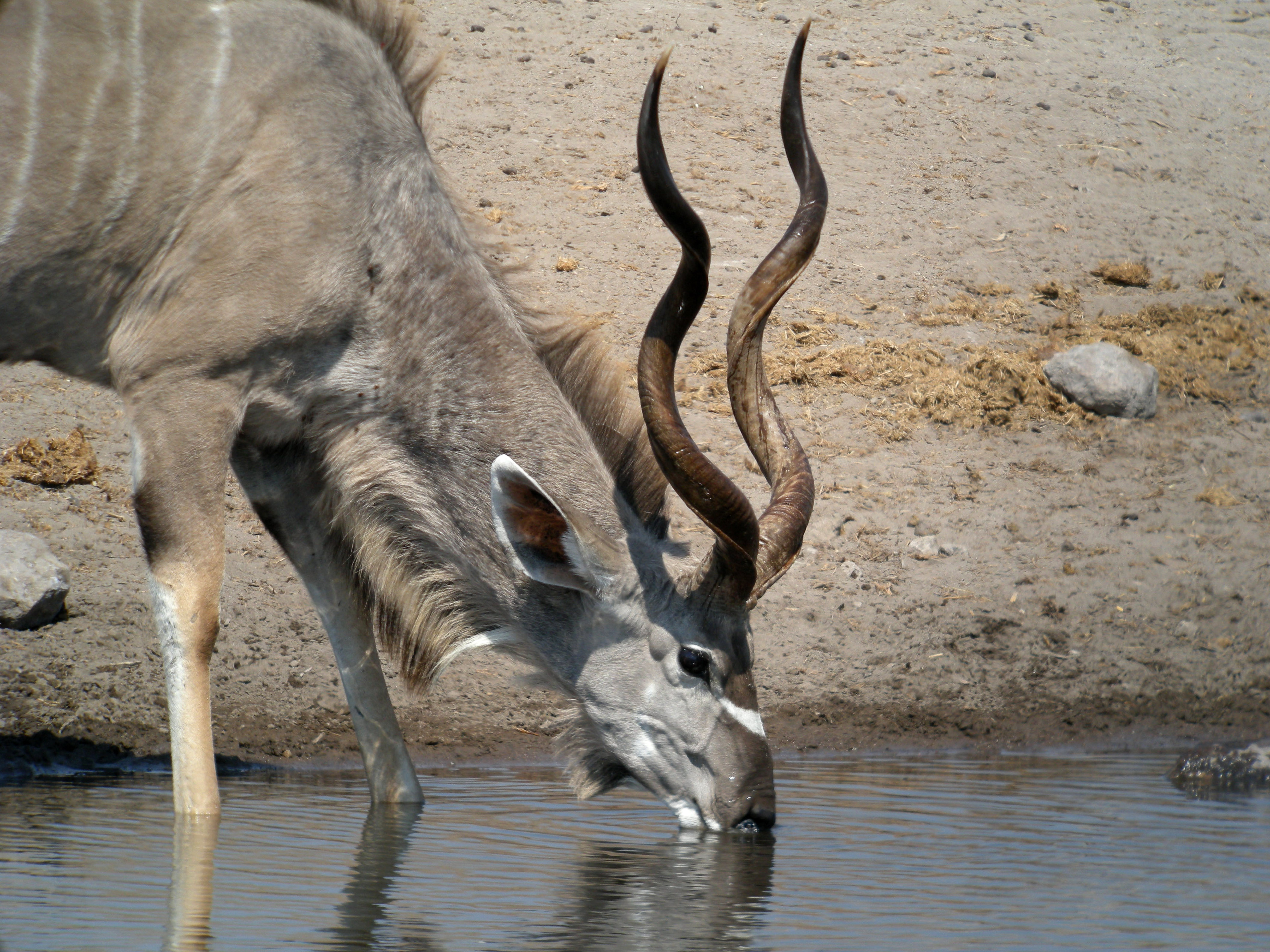
کودوی بزرگ،  نامیبیا